# Robin Tanner
Pour les articles homonymes, voir Tanner.
Robin Noelle Tanner est une ministre universaliste unitarienne américaine connue pour son activisme pour les causes de la liberté religieuse et des droits civiques. Le révérend Tanner est ministre du culte et de la sensibilisation à la Congrégation universaliste unitarienne Beacon à Summit. 

## Biographie
De 2010 à 2016, Tanner a été ministre principale à la Piedmont Unitarian Universalist Church à Charlotte et à Salisbury en Caroline du Nord. Tanner est une lesbienne qui a épousé sa partenaire en 2014 et a officié pour des mariages pour les couples de même sexe. En 2014, Tanner a rejoint l'Église Unie du Christ dans un procès innovant contestant les interdictions de se marier pour les couples de même sexe. Ce procès a pris la position innovante selon laquelle les lois restreignaient la liberté de religion des ministres. Le procès a été couronné de succès: le 10 octobre 2014, le tribunal fédéral du district de l'ouest de la Caroline du Nord a annulé l'interdiction de mariage entre conjoints de même sexe. Le révérend Tanner a également travaillé pour renverser HB2 (plus officiellement la Public Facilities Privacy & Security Act), la loi de Caroline du Nord qui a été adoptée en mars 2016 pour interdire aux individus d'utiliser des toilettes publiques qui ne correspondent pas au sexe biologique de la personne. La loi a également empêché les villes d'adopter des règles pour protéger les homosexuels et les personnes transgenres de la discrimination,. Malgré les défis et un accord apparent entre la ville de Charlotte et l'État pour abroger les ordonnances anti-discrimination de Charlotte et HB2, HB2 reste en vigueur. Elle est une défenseure de l'égalité des chances, du droits de vote pour les Latino-américains et les Afro-Américains, de l'augmentation du salaire minimum, du mariage homosexuel, ainsi que d'autres questions. En juillet 2017, elle a été arrêtée alors qu'elle manifestait devant le bureau du sénateur Mitch McConnell, dans le cadre d'un effort d'"obéissance morale" ou de désobéissance civile, pour défendre la cause de la protection sociale comme un droit humain fondamental. En janvier 2017, elle a commencé à servir comme ministre du culte et de la sensibilisation à la Congrégation Universaliste Beacon Unitarian à Summit dans le New Jersey. En juillet 2017, Tanner a protesté contre le plan de soins de santé du GOP visant à abroger la loi sur les soins abordables en apportant un cercueil aux bureaux des dirigeants du Congrès, et a été arrêtée pour sa désobéissance civile. « We are a moral movement, rising up in resistance to the cruelness of this Congress. We are commanded by a moral imperative to care for the sick. Forget partisan politics, forget left and right, forget Republican and Democrat, we are commanded to take care of the people ― our people.
Reverend Robin Tanner, Juillet 2017 »